# Miloslav Netušil
Miloslav Netušil (Chomutov, Checoslovaquia; 20 de febrero de 1946 – 12 de julio de 2023) fue un gimnasta y entrenador de gimnasia de República Checa que representó a Checoslovaquia en los Juegos Olímpicos.

## Carrera

### Gimnasta
Su carrera fue de 1964 a 1980 como parte del equipo SPŠS Chomutov y el Dukla Praga, participó en cinco copas mundiales con Checoslovaquia y cuatro apariciones en el Campeonato Europeo.
Su primera aparición en Juegos Olímpicos fue en la edición de México 1968, en donde en la prueba de combinado individual terminó en el lugar 37 entre 117 participantes, en la prueba por equipos finalizó en cuarto lugar, apenas a cinco centésimas de las medallas; en la prueba de piso terminó en el lugar 18, en las barra horizontal terminó en el lugar 101, en las barras paralelas finalizó en el lugar 15, en el caballo terminó en el lugar 12, en los anillos terminó en el lugar 44 y en el salto en el lugar 60.
Su segunda aparición fue en Múnich 1972 donde en el combinado individual finalizó en el lugar 111 entre 113 participantes luego de no superar la ronda preliminar y en la prueba por equipos finalizó en noveno lugar entre 12 equipos. Su tercera y última aparición se dio en Montreal 1976 donde terminó en el lugar 25 en el combinado individual entre 90 participantes, en la prueba por equipos finalizó en noveno lugar entre 12 equipos,

### Entrenador
Luego de graduarse de entrenador en la Universidad Carolina pasó a ser parte del grupo de entrenadores de la selección nacional de gimnasia hasta 1989, luego de 2004 a 2008 fue entrenador en el TJ SK Hradčany Praha y después fue entrenador de la selección de República Checa.